# Frederick Valk
Frederick Valk, známý též jako Fritz Valk (10. června 1895, Hamburk, Německé císařství – 23. července 1956, Londýn, Spojené království), byl německý herec židovského původu a protifašistický aktivista. Před druhou světovou válkou několik let působil v Novém německém divadle. V herecké kariéře úspěšně pokračoval i po útěku do Velké Británie.

## Kariéra
Do Prahy utekl před rostoucím nacismem už na počátku 30. let 20. století. Jako herec působil na scéně Nového německého divadla v Praze. Současně se zde aktivně angažoval v prostředí německých antifašistů. Byl jedním z prvních hereckých mentorů Herberta Loma. Na konci třicátých let před nacisty uprchl do Velké Británie.
Valk byl v zásadě divadelní herec a i v Británii začal nejprve působit na divadle. Britské filmaře však už brzy zaujala Valkova impozantní postava, takže ho začali obsahovat do menších a středních filmových rolí. Herec se však nikdy nezbavil silného středoevropského přízvuku. Byl proto obsazován téměř výhradně do úloh emigrantů, cizinců a paradoxně i příslušníků nacistické strany.
Jeho vlastní životní osudy se zčásti promítly i do role, kterou Valk dostal ve špionážním snímku Hotel Reserve (1944). Valkovou postavou byl v tomto filmu jistý Emil Schimler, alias Paul Heimberger, sociálně demokratický vydavatel, kterého nacisté zatkli a na dva roky poslali do koncentračního tábora. Podařilo se mu ale dostat na svobodu. Obstaral si falešný československý pas a jako člen podzemního hnutí protinacistického odporu působí v utajení. Valkovým špionážním protihráčem byl v tomto filmu jeho dřívější divadelní žák, Herbert Lom.
V britském filmu a v televizi ztvárnil Valk během 40. a 50. let přes třicet rolí. Největší uznání si ale po válce vysloužil na divadle. Získal výrazné role ve hrách Shakespeara (Othello) a Dostojevského (Bratři Karamazovi).